# Collectif des créatrices de bande dessinée contre le sexisme
Le Collectif des créatrices de bande dessinée contre le sexisme est un collectif français d'autrices de bande dessinée pour lutter contre les inégalités de genre dans l'édition de bande dessinée. Sa création est annoncée en septembre 2015 ; il rassemble alors 147 membres : scénaristes, dessinatrices, illustratrices, coloristes.

## Contexte
En 2017, les dessinatrices et/ou scénaristes représentent 12,8 % des auteurs européens d'albums francophones et 48% des coloristes sont des femmes d'après le rapport annuel de l’Association des critiques et journalistes de bande dessinée.

## Naissance du collectif
En septembre 2013, Lisa Mandel prépare une exposition parodique : Les Hommes et la BD. Elle recueille les témoignages de trente auteures sur leur situation de femmes dans le milieu de la bande dessinée. Au printemps 2015, en amont d'une exposition intitulée La BD des filles prévue au Centre belge de la bande dessinée, Jul' Maroh est sollicitée pour participer. La dessinatrice estime que ce projet est misogyne : il n'existe pas de genre artistique appelé « bande dessinée féminine » (ni de « bande dessinée masculine »). Cette catégorisation marginalise les créatrices, même si certains avancent qu'il s'agit d'une niche marketing. Maroh contacte 70 consœurs, dont la moitié avait participé à la discussion de 2013 avec Mandel. Quelques jours plus tard, cent professionnelles rejoignent le débat. Elles élaborent la « Charte des créatrices de bande dessinée contre le sexisme », s'élevant contre l'approche sexuée de leurs travaux et de leur carrière, appelant « créateurs, éditeurs, institutions, libraires, bibliothécaires et journalistes » à se détacher de stéréotypes sexués et dénonçant le « marketing genré ». Le collectif est annoncé le 9 septembre 2015 et ouvre son site : 147 créatrices sont membres. En janvier 2018, le groupe affiche plus de 250 membres. Les signataires refusent d'intégrer des collections, des expositions ou des prix « spécial femmes ». Des témoignages illustrent des expériences de discrimination dans leur métier.

## Polémique sur le grand prix de la ville d'Angoulême en 2016
Lors du festival international de la bande dessinée en 2016, les organisateurs proposent une pré-sélection de trente noms pour le grand prix de la ville d'Angoulême qui récompense l'ensemble de la carrière d'un auteur. Cette liste ne comporte aucune femme. La polémique éclate, plusieurs artistes demandant leur retrait de la liste totalement masculine. Le Collectif des créatrices, par la voix de plusieurs de ses membres, appelle au boycott du vote pour dénoncer ce manque de mixité. L'illustratrice Alraun lance sur Twitter le hashtag #WomenDoBD et le buzz médiatique est largement relayé dans la presse et par les internautes pour défendre les autrices ayant mené une carrière importante,. La société 9emeArt+, responsable du festival, commence par nier le sexisme, puis inclut six nommées, avant de modifier définitivement le mode de sélection, laissant aux autrices et auteurs le soin d'élire leurs pairs.
Quelques mois plus tard, la scénariste Kelly Sue DeConnick, inspirée par cet évènement, lance à son tour le hashtag #VisibleWomen afin de faire campagne contre la marginalisation des créatrices.

## Paye ta bulle
Depuis l'origine, le site comporte une section où les créatrices signalent les comportements misogynes rencontrés dans leur sphère professionnelle. En 2017, les médias réagissent à l'initiative « Paye ta bulle ! », basée sur ces témoignages. Ce mouvement fait écho à d'autres initiatives féministes sur la misogynie au travail et à l'université (paye ta blouse, paye ta robe, paye ta fac...). Certains témoignages sont signés, d'autres anonymes et font état d'agressions verbales, de mépris ou de gestes déplacés. Cette initiative du Collectif reçoit le soutien en France du Syndicat national des auteurs et compositeurs de bande dessinée (SNAC BD).